# 黎卓豪
黎卓豪工程師（英語：Lai Cheuk-ho，1962年7月22日—），香港公務員和工程师，曾署理土木工程拓展署署長，官至首席政府工程師。他在香港大学畢業及取得土木工程師學會會員及香港工程師學會會員資格後於1991年10月加入港英政府任職工程師。他在2012年時任職渠務署總工程師，任內提出研究沙田污水處理廠搬遷至沙田區女婆山的岩洞內，以騰出土地來發展房屋，並進一步制定全港的岩洞總綱圖，推動政府和社会资本合作發展岩洞。他及後曾擔任發展局首席助理秘書長及土木工程拓展署北拓展處處長，分別統整出明日大嶼願景及北部都會區兩個計劃。他在2022年3月獲港府安排署任土木工程拓展署署長至同年5月，及後在同年7月從公務員系統退休，但再獲港府聘任為首席工程項目顧問。

## 早年生活
黎卓豪生於1962年7月22日。他早年曾入讀中華基督教會協和書院，並在1981年完成預科課程後畢業。及後，黎在香港大学取得工程学理學學士學位，並在畢業後取得土木工程師學會會員及香港工程師學會會員資格。

## 公務員生涯

### 早年生涯
黎卓豪在1991年10月加入港英政府土木工程署任職工程師，並在1996年一度署任高級工程師。及後，他在1999年2月正式晉升為高級工程師。在2010年起，他在渠務署出任總工程師，負責全港各地的污水工程規劃及執行，並曾在同年8月帶領代表團前往中國深圳市考察福田河及新洲河的治理工程，並與深圳市水務局商討深圳河的防洪和治污合作。

#### 岩洞發展建議

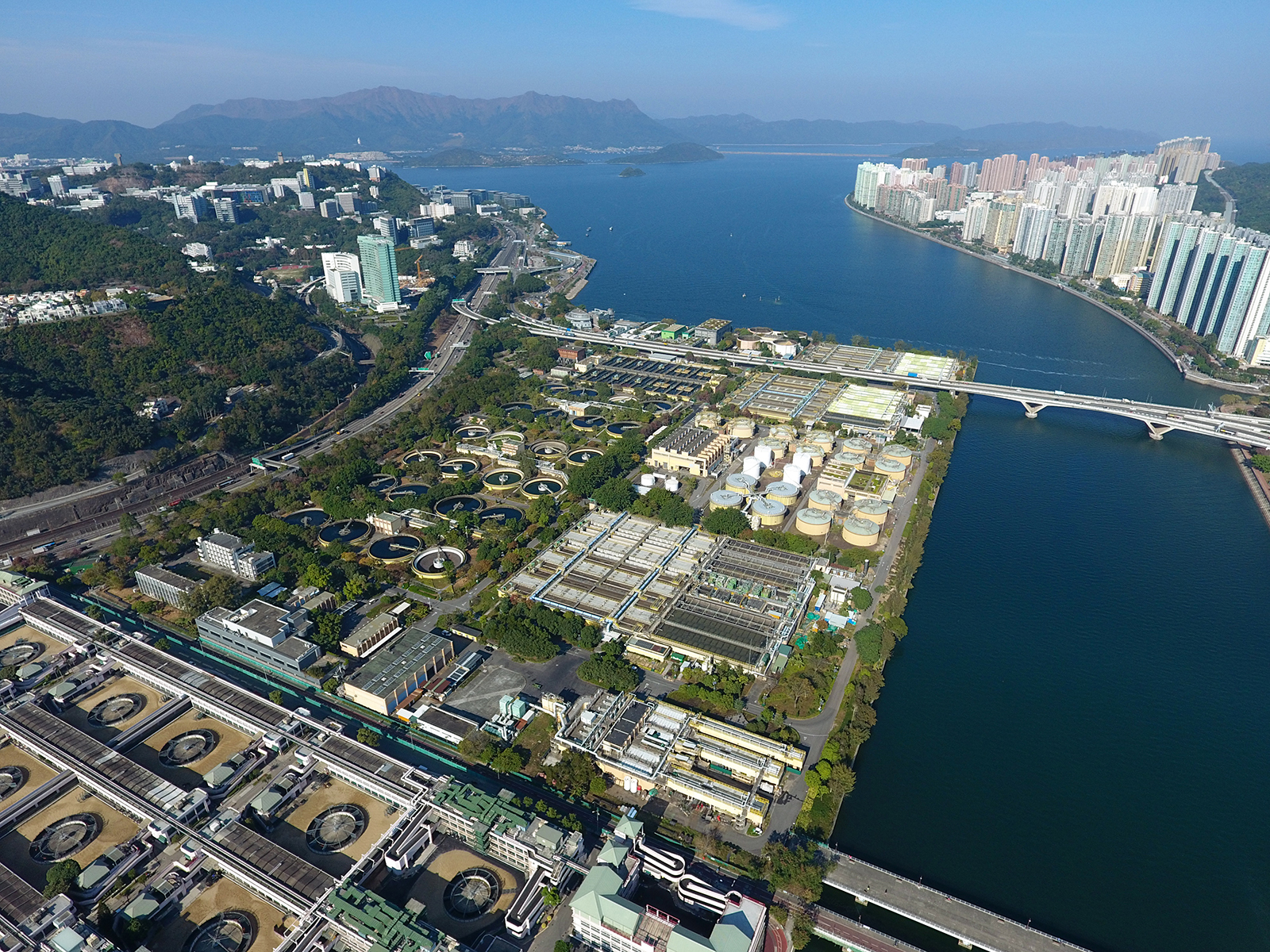
黎卓豪提出將沙田污水處理廠搬遷至岩洞騰出空間發展

黎卓豪在2012年1月公佈將研究沙田污水處理廠搬入對岸亞公角的岩洞內，連同鄰近沙田海填海工程可騰出共128公頃土地，因而預算155億港元進行工程，並就可行性研究展開招標程序。與此同時，他亦為渠務署引入膜生物污泥分離法，務求減少污水處理裝置的體積，進一步降低開闢岩洞的規模以減少工程成本。同年3月，他公佈將預留約六千萬港元進行為期兩年的可行性研究，並提出以沙田區女婆山作為初步選址。除此之外，他建議港府制定全港的岩洞總綱圖，為停車場、数据中心及酒窖等設施提供搬遷入岩洞的選擇，推動政府和社会资本合作岩洞發展的機會。在進行可行性研究期間，他亦同時展開公開諮詢，廣泛收集沙田區居民的意見。
不過，黎在2013年8月向香港立法會申請新一期撥款時，公佈女婆山岩洞污水處理廠在可行性研究審視後預計成本急升至250億港元。然而，研究和諮詢顯示工程不會對市民構成噪音及氣味污染問題，而區內居民亦普遍支持透過搬遷來善用土地的建議。黎同時預計工程將於2017年動工，目標於2027年提供可用土地，並同時研究加快工程進度。在卸任總工程師前，黎更在2014年沙田污水處理廠開放日活動中親自向到訪市民介紹搬遷計劃，以爭取市民支持。

### 調任發展局
黎卓豪在2015年冬季被借調至發展局出任首席助理秘書長，負責大嶼山工程規劃及開展東大嶼都會計劃的統籌工作，包括梅窩等基建改善工程、籌備可持續大嶼辦事處、陰澳填海研究、連同東涌東站在內的東涌新市鎮擴展工程、土木工程拓展署架構重組等。他除了回覆書面質詢外，亦統籌與土木工程處處長劉俊傑等出席香港立法會答辯，而有關工作則促成日後的明日大嶼願景計劃。他在2017年離開發展局。

### 重返土木工程拓展署

#### 副署長及北拓展處處長

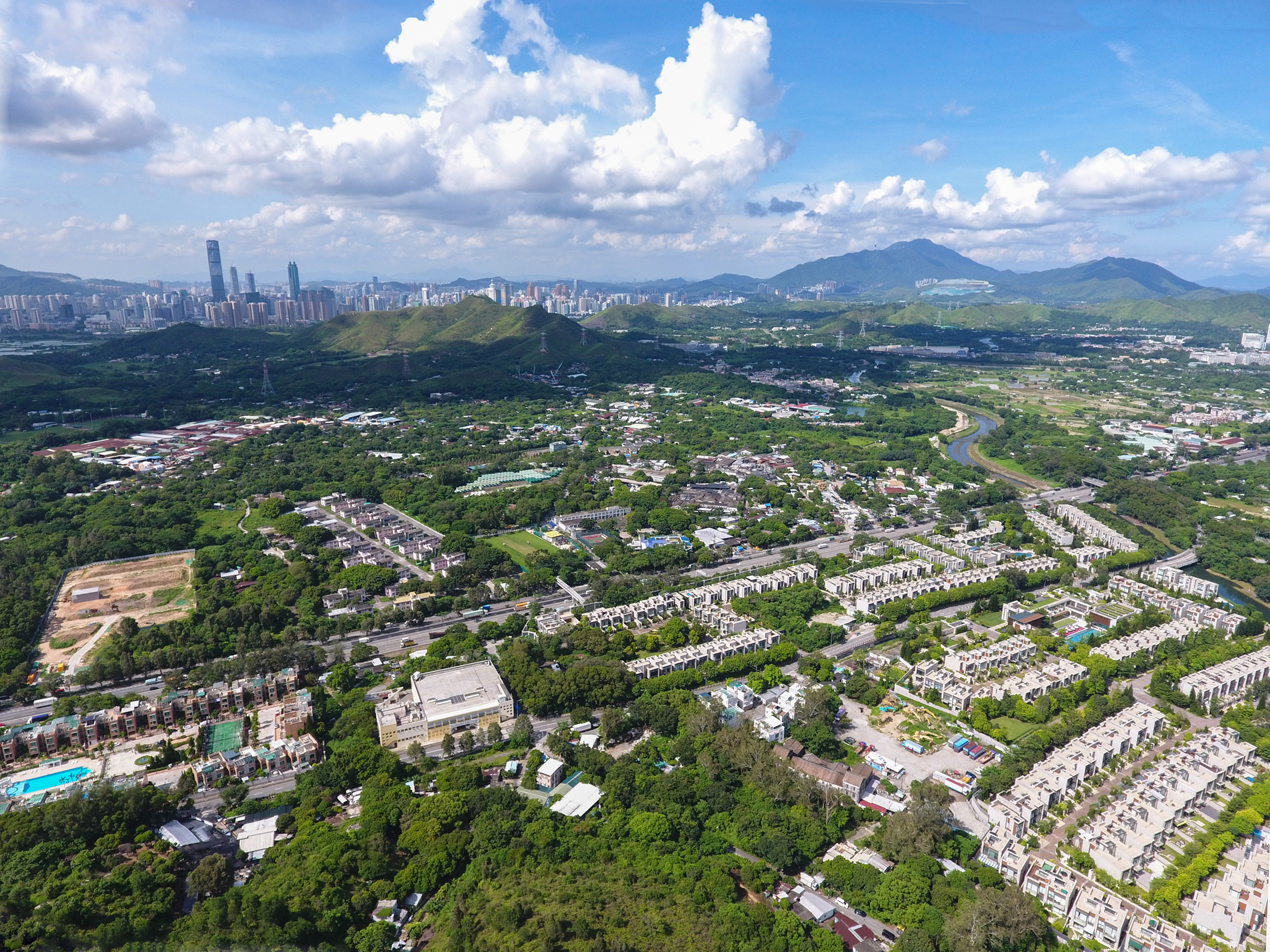
黎卓豪在北拓展處處長任內促成北部都會區的規劃

黎卓豪在2017年重返土木工程拓展署擔任副署長，及後在2018年初夏獲委任為北拓展處處長，任內負責新界東北發展計劃及新田鄉、落馬洲和文錦渡的開發研究，最終整合為北部都會區計劃。在黎的北拓展處處長任內，香園圍管制站和香園圍公路延誤約半年才於2019年5月26日啟用，他親自向公眾解釋由於公路是全港最長的陸上行車隧道，而途經路段的地質亦較為複雜，部門因此採取更謹慎的檢查措施而花費更多時間。他於2019年確任首席政府工程師職級，並於同年7月1日在香港2019年度授勳及嘉獎名單中獲授官守太平紳士。

#### 署理署長及退休
因方學誠受在2019冠狀病毒病疫情下參與船上派對的醜聞影響，黎卓豪在2022年3月1日接替退休的李偉彬署任土木工程拓展署署長，但他在首個工作天就因妻子確診2019冠状病毒病而在家工作。在署任期內，他負責在立法會就部門的2022至23年度預算答辯，解釋新發展計劃會採用共同管道設計及引入智慧城市元素等。然而，方學誠意外地未受醜聞影響，仍在2022年5月10日獲港府委任為土木工程拓展署署長，黎逐回任土木工程拓展署副署長至同年7月從公務員系統退休。然而，他在退休後再獲港府聘任為首席工程項目顧問，支援土木工程拓展署北拓展處的工作。

## 個人生活
黎卓豪已婚並育有子女。

## 榮譽

### 殊勳
- 官守太平紳士（J.P.）（2019年7月1日－2022年7月21日）[31]

### 頭銜
- 黎卓豪工程師，JP（Ingenieur Lai Cheuk-ho, JP，2019年7月1日－2022年7月21日）[31]